# Alexander Stephan
Alexander Stephan (Erlangen, 15 settembre 1986) è un ex calciatore tedesco, di ruolo portiere.

## Palmarès

### Club
- Coppa di Germania: 1

Norimberga: 2006-2007